# Moraea variabilis
Moraea variabilis är en irisväxtart som först beskrevs av Gwendoline Joyce Lewis, och fick sitt nu gällande namn av Peter Goldblatt. Moraea variabilis ingår i släktet Moraea och familjen irisväxter. Inga underarter finns listade i Catalogue of Life.